# Лиминальное пространство

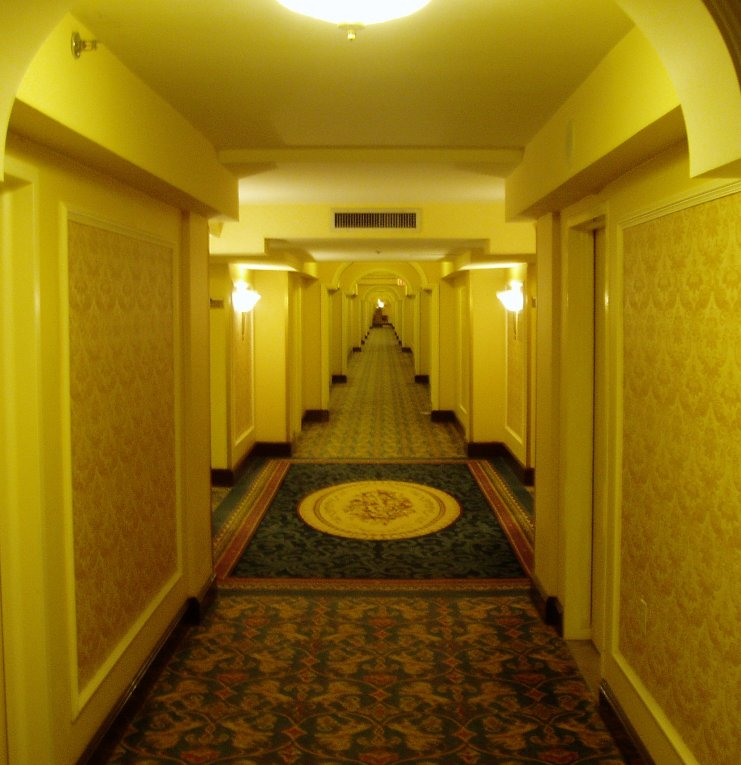
Пример лиминального пространства: пустой коридор в отеле

Лиминальное пространство (англ. Liminal space) — интернет-эстетика, запечатлевающая места, которые кажутся переходными, жуткими и зачастую сюрреалистичными. К примеру, обычно оживлённое место, изображённое как неестественно пустое, или изображения, намеренно созданные так, чтобы казаться неестественными и похожими на сон, будут лиминальными.
Исследование, проведённое Journal of Environmental Psychology, показало, что лиминальные пространства могут казаться жуткими или странными из-за эффекта «зловещей долины». Статья из Pulse: the Journal of Science and Culture приписывает жуткость пустынным местам, лишённым их обычной многолюдности.
Эстетика приобрела популярность в 2019 году после того, как пост на 4chan, изображающий лиминальное пространство под названием «Закулисье» (The Backrooms), стал вирусным. С тех пор изображения лиминальных пространств стали широко публиковаться в интернете (Reddit, Twitter, TikTok).

## Характеристики
Английское слово liminal происходит от лат. limen — «порог», «граница», «предел». Термин «лиминальность» обозначает нечто пороговое или переходное. Лиминальное пространство — место, в котором человек находится в переходном периоде. Оно может быть физическим (как дверной проём), эмоциональным (как развод) или метафорическим (как решение). Изображения лиминального пространства часто изображают это ощущение «переходности», запечатлевая переходные места (такие как лестничные клетки, дороги, коридоры или отели), неестественно немноголюдными. Эстетика может передавать настроения жуткости, сюрреализма, ностальгии или печали и вызывать как чувство комфорта, так и беспокойства.

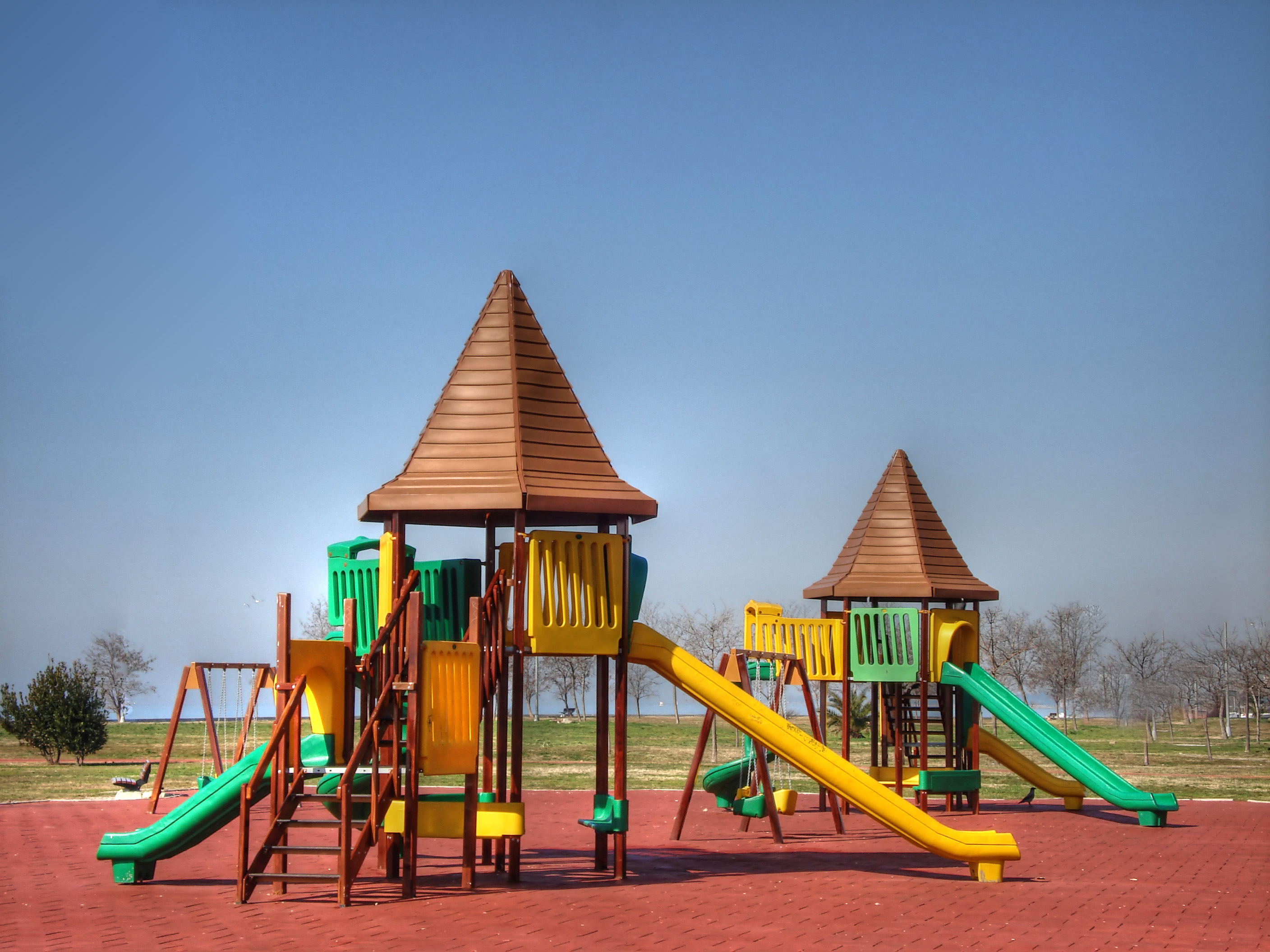
Это изображение пустой детской площадки может вызвать беспокойство, поскольку оно лишено ожидаемого контекста (то есть присутствия людей)

Исследование Александра Дильа и Майкла Льюиса из Journal of Environmental Psychology связало тревожную природу лиминальных пространств с феноменом «зловещей долины». Этот термин, обычно применяющийся к гуманоидам, чьё неточное сходство с людьми вызывает чувство беспокойства, может объяснить сходные реакции на лиминальные образы. В этом случае физические места, которые кажутся знакомыми, но слегка отклоняются от реальности, создают ощущение жуткости, типичное для лиминальных пространств.
Питер Хефт из Pulse: the Journal of Science and Culture, опираясь на работы Марка Фишера, объясняет, что такая жуткость может ощущаться, когда человек рассматривает ситуацию в контексте, отличающемся от того, что он ожидает. Например, здание школы, которое, как можно ожидать, будет оживлённым учителями и учениками, становится тревожным, когда изображается неестественно пустым. Это «отсутствие присутствия» Фишер посчитал одним из отличительных признаков эстетического переживания жуткости.

## История
Изображения лиминальных пространств приобрели популярность в 2019 году, когда короткая крипипаста, опубликованная на 4chan, стала вирусной. Она гласила, что «выпав за пределы реальности», можно попасть в «Закулисье», где нет ничего, кроме «вони старого влажного ковра, безумия однотипных жёлтых обоев, непрекращающегося гула люминесцентных ламп, и примерно шестисот миллионов квадратных миль беспорядочно совмещённых пустых комнат». К крипипасте было приложено изображение, иллюстрирующее лиминальное пространство — коридор с жёлтыми коврами и обоями.
Изображения лиминальных пространств вскоре завоевали популярность в интернете. Сабреддит под названием /r/LiminalSpace, созданный в 2019 году, набрал более 500 000 подписчиков. Аккаунт в Twitter под названием @SpaceLiminalBot, который публикует фотографии лиминального пространства, набрал более 1,2 миллиона подписчиков. В TikTok хэштег #liminalspaces имеет более двух миллиардов просмотров.